# No'am
No'am (hebrejsky נֹעַם, v oficiálním přepisu do angličtiny No'am) je vesnice typu mošav v Izraeli, v Jižním distriktu, v Oblastní radě Šafir.

## Geografie
Leží v nadmořské výšce 166 metrů v pahorkatině Šefela, nedaleko od severního okraje pouště Negev.
Obec se nachází 25 kilometrů od břehu Středozemního moře, cca 56 kilometrů jižně od centra Tel Avivu, cca 48 kilometrů jihozápadně od historického jádra Jeruzalému a 5 kilometrů jihojihovýchodně od města Kirjat Gat. No'am obývají Židé, přičemž osídlení v tomto regionu je etnicky převážně židovské.
No'am je na dopravní síť napojen pomocí lokální silnice číslo 3404, jež západně od vesnice ústí do dálnice číslo 40. Podél západního okraje mošavu vede železniční trať z Tel Avivu do Beerševy, nemá zde ale stanici. Východně od obce vede též dálnice číslo 6 (Transizraelská dálnice).

## Dějiny
No'am byl založen v roce 1955. Vznikl jako součást jednotně řešeného regionálního osidlovacího programu Chevel Lachiš. Pracovní název osady zněl Lachiš 14 (לכיש 14). Současné jméno mošavu je odvozeno od biblického citátu z Knihy přísloví 3,17: „Její cesty vedou k blaženosti, všechny její stezky ku pokoji“
Zakladateli mošavu byli Židé z Maroka napojení na náboženskou sionistickou organizaci ha-Po'el ha-Mizrachi. Místní ekonomika je založena na zemědělství (rostlinná výroba, chov drůbeže). Probíhá stavební expanze obce (119 nových bytových jednotek). Funguje tu obchod a sportovní areály.

## Demografie
Podle údajů z roku 2014 tvořili naprostou většinu obyvatel v No'am Židé (včetně statistické kategorie "ostatní", která zahrnuje nearabské obyvatele židovského původu ale bez formální příslušnosti k židovskému náboženství). Jde o menší obec vesnického typu s dlouhodobě kolísající populací. K 31. prosinci 2014 zde žilo 352 lidí. Během roku 2014 populace stoupla o 1,7 %.
| Rok            | 1961 | 1972 | 1983 | 1995 | 2001 | 2003 | 2004 | 2005 | 2006 | 2007 | 2008 | 2009 | 2010 | 2011 | 2012 | 2013 | 2014 |
| -------------- | ---- | ---- | ---- | ---- | ---- | ---- | ---- | ---- | ---- | ---- | ---- | ---- | ---- | ---- | ---- | ---- | ---- |
| Počet obyvatel | 333  | 504  | 457  | 381  | 392  | 410  | 404  | 410  | 430  | 424  | 413  | 346  | 351  | 341  | 357  | 346  | 352  |